# Nanzhuangtou
Nanzhuangtou (chinês simplificado: 南庄头, Nánzhuāngtóu), datado de 12.600–11.300 cal AP ou 11.500–11.000 cal BP,, aproximadamente 9.500–9.000 aC, ou 10.700–9.500 AP,  aproximadamente 8.700–7.500 bC, é um local neolítico inicial próximo ao lago Baiyangdian, no condado de Xushui, Hebei, China.

## Exploração arqueológica
O local foi descoberto em 1986, quando foi descoberta abaixo de uma camada cultural. O sítio arqueológico foi descoberto sob uma turfeira e foram desenterrados ossos de animais, carvão e ferramentas de pedra. A camada estava a 180 centímetros abaixo do solo, coberta de depósitos de lagos, como argila grossa preta e cinza. Lajes, rolos e artefatos de ossos também foram descobertos no local. É um dos primeiros locais mostrando evidências de cultivo de milheto datando de 10.500 AP. A cerâmica também pode ser datada de 10.200 AP. O período neolítico inicial (7.000 a 5.000 aC) sucede a Nanzhuangtou e é caracterizado pelo surgimento de aldeias agrícolas nas planícies aluviais da China, como visto no local de Peiligang.
Pelo menos, três escavações arqueológicas foram realizadas por instituições como o Departamento de Arqueologia da Universidade de Pequim, o Departamento de História da Universidade de Hebei, o Instituto Provincial de Relíquias Culturais de Hebei e outras instituições culturais da cidade e do condado.